# Sentit físic

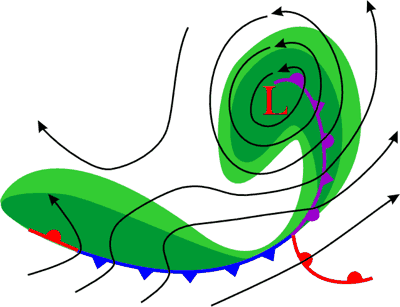
Les puntes de fletxa indiquen el sentit en que es mouen els corrents

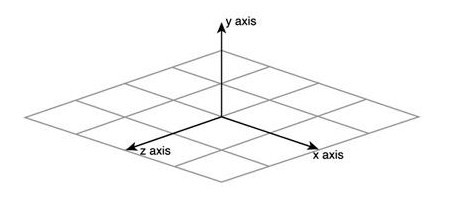
Eixos de coordenades als quals s'indica el sentit. Per exemple, cap amunt és positiu i cap avall negatiu.

El sentit d'una línia, trajectòria, moviment, direcció o d'un vector és el que defineix l'inici i el final d'aquests. Per exemple, d'un moviment circular, podem dir que gira en el sentit de les agulles del rellotge (sentit horari) o en el contrari (sentit antihorari). O un tren que enllaci Barcelona amb Mataró pot anar cap a Mataró, en sentit a Mataró, o cap a Barcelona, en sentit a Barcelona. Noteu que el sentit, d'un lloc a l'altre, no implica necessàriament que la trajectòria es faci complerta: per exemple, es pot agafar un tren Barcelona-Mataró, en sentit Mataró, però aturar-se a Badalona.
En matemàtiques, ciències, tecnologia i enginyeria el sentit sovint s'aplica a eixos de coordenades i a vectors, és a dir, tot el que tingui "fletxes", sent el sentit el que indica la punta de la fletxa. Se sol considerar que la fletxa apunta el sentit "normal", cap "endavant", indicant cap a on es vol anar o es tendeix a anar, mentre que l'altra extrem del vector o "fletxa", el que no té "punta", indica cap a on està l'origen o inici.
Per això, formalment, en matemàtiques, ciències i tecnologia se sol considerar, per conveni, que anar seguint la fletxa, cap a la punta, és "sentit positiu" mentre que anar-hi en contra seria "sentit negatiu". El signe positiu (+) o negatiu (-) en les direccions es representa amb la forma de fletxa de la punta d'un vector.
Cal no confondre sentit amb direcció, ja que les direccions assenyalen una trajectòria i contenen ambdós sentits.